# Corentin Le Polodec
Corentin Le Polodec est un joueur de rink hockey né le 29 janvier 1990. Formé à Quévert, il évolue toujours au sein de ce club qu'il n'a jamais quitté.

## Parcours sportif
Il commence l'apprentissage du patinage à Quévert à l'âge de quatre ans.

Il fait sa première apparition avec l'équipe phare de Quévert à l'âge de 16 ans, mais il faut attendre ses 18 ans pour le voir définitivement intégré à l'effectif.

En 2010, il fait partie de la sélection retenue pour représenter la France à la coupe Latine. Il joue en 2013, la coupe des Nations. En 2014, il participe au championnat d'Europe au sein de la délégation française. 

### Palmarès
Lors de sa première saison en sénior, il réalise le doublé coupe de France et championnat de France.

En 2013, il obtient sa seconde Coupe de France avec le club de Quévert.